# قادرآباد (نازیل)
قادرآباد روستایی در دهستان نازیل بخش نوک‌آباد شهرستان تفتان استان سیستان و بلوچستان ایران است.

## جمعیت
بر پایه سرشماری عمومی نفوس و مسکن در سال ۱۳۹۵ جمعیت این روستا ۱۸ نفر (۴خانوار) بوده‌است.